# Beameromyia quaterna
Beameromyia quaterna là một loài ruồi trong họ Asilidae. Beameromyia quaterna được Scarbrough miêu tả năm 1997. Loài này phân bố ở vùng Tân nhiệt đới.